# Louis de Koning
Louis de Koning (* 19. Oktober 1967 in Den Briel) ist ein niederländischer Radsportler, der von 1988 bis 1994 aktiv war. 
Er war in seiner aktiven Zeit beim Radsportteam Panasonic – Express unter Vertrag und fuhr unter anderem mit Olaf Ludwig. Nachdem er seine Karriere 1994 beendet hatte, versuchte er sich ein paar Jahre danach erneut im Radrenngeschäft, diesmal allerdings bei kleineren Teams und Veranstaltungen. 
Insgesamt konnte er im Laufe seiner Karriere 17 Siege zählen. Zu seinen größten Erfolgen zählt der Gewinn der Fahrt Rund um Köln im Jahre 1992. Außerdem nahm er an weiteren Veranstaltungen, wie der Tour de France, dem Giro d’Italia und der spanischen Vuelta teil. 1990 war er im Grote Prijs Beeckman-De Caluwé erfolgreich.